# Armoriale dei comuni dell'Alta Corsica
Questa pagina contiene le armi (stemma e blasonatura) dei comuni della Corsica settentrionale.
| Stemma       | Nome del comune e blasonatura |
| ------------ | --- |
| Bastia       | Bastia D'azur à la forteresse d'argent, maçonnée, ajourée et ouverte de sable, posée sur une terrasse de sinople. (d'azzurro, alla fortezza d'argento, murata, finestrata e aperta di nero, posta su una terrazza di verde)                                                                                           |
| Biguglia     | Biguglia D'azur au sautoir d'or. (d'azzurro, alla croce di Sant'Andrea d'oro) |
| Calenzana    | Calenzana D'or à l'arbre arraché de sinople. (d'oro, all'albero sradicato di verde) |
| Calvi        | Calvi D'argent à la croix de gueules. (d'argento, alla croce di rosso) |
| Cervione     | Cervione D'argent à l'aigle au vol abaissé de gueules. (d'argento, all'aquila dal volo abbassato di rosso) |
| Corte        | Corte Ecartelé au 1er et au 4e d'azur à une fleur de lis d'or, au 2e et au 3e de gueules à une étoile d'argent et une croix du même brochant sur l'écartelé. (inquartato: nel 1° e 4° d'azzurro, al giglio d'oro; nel 2° e 3° di rosso, alla stella d'argento; alla croce dello stesso attraversante sull'inquartato) |
| Isola Rossa  | Isola Rossa D'azur à la fleur de lys d'or, accompagnée d'un soleil du même mouvant du canton dextre du chef. (d'azzurro, al giglio d'oro, accompagnato da un sole orizzontale destro) |
| San Fiorenzo | San Fiorenzo D'azur au château d'or maçonné de sable, à l'arbre arraché au naturel brochant sur le tout. (d'azzurro, al castello d'oro murato di nero, all'albero sradicato al naturale attraversante sul tutto) |